# 愛媛県道172号弓削島循環線
愛媛県道172号弓削島循環線（えひめけんどう172ごう ゆげしまじゅんかんせん）は愛媛県越智郡上島町にある弓削島を一周する一般県道である。

## 概要

### 路線データ
- 陸上距離：15.5 ㎞
- 起点：上島町弓削下弓削
- 終点：上島町弓削下弓削

## 歴史
- 1928年（昭和3年）9月14日 - 愛媛県告示第527号により、越智郡弓削町鯨（現：久司浦）を起点とし、同町下弓削を終点とする鯨下弓削線として県道に認定される[1]。
- 1958年（昭和33年）6月27日 - 愛媛県告示第566号により、同路線を整理番号55番として県道に再認定される[2]。
- 1972年（昭和47年）3月16日 - 愛媛県が一般県道172号鯨下弓削線として認定。
- 1973年（昭和48年）
  - 3月31日 - 愛媛県告示第348号により、愛媛県が一般県道172号弓削島循環線として認定。[3]。
  - 3月31日 - 愛媛県告示第349号により、愛媛県が一般県道172号鯨下弓削線を廃止。[4]。

## 地理

### 通過する自治体
- 越智郡上島町

### 交差する道路
- 愛媛県道338号岩城弓削線（ゆめしま海道）

### 沿線にある施設など
- 上島町役場
- 愛媛県漁協 弓削支所
- 弓削郵便局
- 弓削商船高等専門学校
- 愛媛県立弓削高等学校
- 上島町立弓削中学校
- 上島町立弓削小学校